# Kozienice (công xã)
Gmina Kozienice là một Gmina đô thị-nông thôn (công xã) ở Kozienice, Masovian Voivodeship, ở miền đông trung bộ Ba Lan. Khu vực hành chính của nó là thị trấn Kozienice, nằm cách khoảng 81 kilômét (50 mi) về phía đông nam Warsaw.
Gmina có diện tích 245,56 kilômét vuông (94,8 dặm vuông Anh), và tính đến năm 2006, tổng dân số của nó là 30.270 (trong đó dân số Kozienice lên tới 18.541, và dân số của vùng nông thôn của  Gmina là 11.729).

## Làng
Ngoài thị trấn Kozienice,Gmina Kozienice chứa các làng và các khu định cư của Aleksandrówka, Brzeźnica, Budy, Chinów, Cudów, Cztery Kopce, Dąbrówki, Holendry Kozienickie, Holendry Kuźmińskie, Janików, Janików-Folwark, Janow, Katarzynów, Kepa Bielańska, Kepa Wólczyńska, Kępeczki, Kociołki, Kuźmy, Łaszówka, Łuczynów, Majdany, Michałówka, Nowa Wies, Nowiny, Opatkowice, Piotrkowice, Przewóz, Psary, Ruda, Samwodzie, Selwanówka, Śmietanki, Stanisławice, staszow, Świerże Gorne, Wilczkowice Gorne, Wójtostwo, Wola Chodkowska, Wolka Tyrzyńska, Wolka Tyrzyńska B và Wymysłów.

## Gmina lân cận
Gmina Kozienice giáp với các Gmina của Garbatka-Letnisko, Głowaczów, Maciejowice, Magnuszew, Pionki, Sieciechów và Stężyca.